# Анна-Мария (дуэт)
«Анна-Мария» (укр. Анна-Марія) — украинский музыкальный дуэт сестёр-близнецов Анны и Марии Опанасюк, основанный в 2004 году. Дуэт исполняет авторскую музыку в стилях поп-рок, инди-рок и фанк. Сёстры являются «Заслуженными артистами Автономной Республики Крым» (2005).

## Биография

### Ранние годы
Анна и Мария Опанасюк родились 15 января 1988 года в Симферополе.С раннего возраста начали заниматься вокалом. Впервые выступили в 1994 году на конкурсе близнецов в возрасте шести лет. Поступили в музыкальную школу по классу фортепиано, позднее — по классу гитары. Окончили симферопольскую гимназию № 1 имени Ушинского. После окончания школы девушки поступили в Национальную юридический университет Украины имени Ярослава Мудрого в Харькове. Анна и Мария также поступили в Академию эстрадного и циркового искусства им. Леонида Утёсова (г. Киев).
С детства занимались спортивными танцами (хип-хоп), участвовали в соревнованиях, становились чемпионками Автономной Республики Крым и бронзовыми призёрами чемпионата Украины. Выступали во Франции, Германии, России, Израиле и Греции.
Первый сольный концерт дуэта получил название «16 шагов», на котором сёстры исполнили программу на пятнадцати языках. Средства от продажи билетов были направлены на восстановление собора Александра Невского в Симферополе. В возрасте 17 лет Анна и Мария были удостоены звания «Заслуженные артистки Автономной Республики Крым», присвоенного Верховным Советом АРКкак солистки ансамбля «Крымский аккорд».

### 2007—2011: «Шанс»
В 2007 году дуэт вышел в финал восьмого сезона телевизионного проекта «Шанс», где уступил Инне Вороновой. Летом 2007 года Анна и Мария дали три сольных концерта в Крыму, в том числе один совместно с группой «Скрябин» в Симферополе.
Свой первый клип на песню «Закружи меня» девушки сняли в феврале 2009 года в киевском ночном клубе «Sorry, бабушка».
В марте 2009 года сёстры были награждены званием «Харьковчанин года».
Участвовали в первом сезоне телешоу «Голос страны» в команде Александра Пономарева. В 2011 году сёстры снимались в фильме «Красотка 2.0».

### 2012—2018: «Разные»
В 2012 году дуэт записал сингл «Beautiful».
Артисты гастролировали в Украине и за её пределами, включая Испанию, Германию, Турцию, Азербайджан, Египет, Россию, Армению, Казахстан, Францию и Италию. В январе 2013 года дуэт выступил в шоу, организованном американским боксёром Роем Джонсом. Осенью того же года был выпущен видеоклип на песню «Целовать другого», автором которой выступил Иван Дорн.
В декабре 2013 года дуэт выступил на Евромайдане в Киеве.
С 2014 года дуэт начал выступать с участием пяти музыкантов (две гитары, клавишные, бас-гитара, ударные).
В июне 2014 года девушек пригласили стать лицом бренда BAON, но Анна и Мария отказались от сотрудничества из-за участия в проекте Ивана Охлобыстина.
В ноябре 2014 года был записан сингл и снят клип на песню «Твоє місто» (музыка и слова — О. Дворецкий).
Осенью 2015 года вышел сингл «Тримай мене». Запись была произведена совместно с украинским пианистом Евгением Хмарой.
7 декабря 2015 года был выпущен дебютный альбом «Разные», включающий 13 композиций на украинском, русском и английском языках. Большинство песен были написаны самими участницами дуэта.
В 2015—2016 годах дуэт дал ряд концертов в украинских городах, включая Белую Церковь и Кропивницкий, а также участвовал в благотворительных мероприятиях в поддержку детей с онкологическими заболеваниями и выступал на фестивалях в Польше и Азербайджане.
Весной 2016 года вышел клип на песню «Ми сховаємось». Композиция стала саундтреком к телесериалу «Киев днём и ночью».
Позднее началось сотрудничество с Милошем Еличем — саундпродюсером и клавишником группы «Океан Эльзы».
14 марта 2017 года был выпущен сингл и клип «Знаєш ти».
В октябре 2017 года был представлен сингл и клип «Долонями».
16 ноября 2018 года «Анна-Мария» презентовали клип на песню укр. «Чому?».

### 2019—2021: Участие в отборе на «Евровидение»
16 февраля 2019 года дуэт выступил во втором полуфинале национального отбора «Евровидение» с песней «My Road» и прошёл в финал отбора.
Позднее были представлены два видеоклипа на одну композицию: англоязычный «My Road» и украиноязычный «На Світло» (режиссёр — Юрий Движон).
В итоге дуэт занял последнее шестое место в национальном отборе Евровидения.
В том же году коллектив принял участие в международном музыкальном конкурсе «Новая волна», проходившем в Сочи с 24 по 29 августа. 19 июля 2019 года дуэт выступил на международном фестивале «Laima Rendezvouz Jurmala», организованном Лаймой Вайкуле в Юрмале.
Летом 2019 года был записан сингл «Мурашки». В июле 2020 года дуэт выпустил сингл и видеоклип «Все буде добре», став впервые режиссёрами собственного клипа.
15 сентября 2021 года дуэт представил видеоклип на песню «Light Up», созданный при участии украинского боксёра Александра Усика. Режиссёром клипа выступил Максим Балтер. Видеоработа получила награду «Лучшее европейское музыкальное видео» на фестивале Prague Music Video Awards.

### С 2022 года
В марте 2022 года был выпущен сингл «Молюсь» . В апреле 2023 года дуэт представил песню «Fighting (Боротися)», посвящённую событиям в Украине; в видеоклипе на эту композицию снялся супруг Анны Опанасюк, военнослужащий Вооружённых сил Украины.
В 2023 году в рамках проекта «Культурный десант» дуэт дал 13 концертов для военнослужащих в Запорожской области. В июне того же года коллектив выступил на фестивале Nostalgia Fest в Риге.
В 2024 году ANNA MARIA выпустили сингл «Бути щасливими», который вошёл в топ-10 песен Украины по версии «Наше Радио».
В марте 2024 года Анна и Мария исполнили главные роли в мюзикле Black X White, премьера которого состоялась на сцене Arena Riga. С сентября 2024 года дуэт совместно с харьковским симфоническим оркестром Prime Orchestra участвует в благотворительном европейском туре, охватывающем Швецию, Германию, Польшу, Данию, Эстонию, Латвию, Литву и Норвегию.

## Общественная позиция
В декабре 2013 года дуэт выступил на Евромайдане в Киеве, а в 2014 году — в России.
С начала полномасштабных боевых действий в 2022 году коллектив публично выразил поддержку Украине, начал волонтёрскую деятельность и выступления перед военнослужащими Вооружённых сил Украины и внутренне перемещёнными лицами. В марте 2022 года был представлен сингл «Молюсь», посвящённый военным событиям, а в апреле 2023 года видеоклип на песню «Fighting (Боротися)», в котором снялся супруг Анны Опанасюк, военнослужащий ВСУ.

## Скандалы
В начале июня 2014 года дуэт отказался стать лицом бренда российской компании одежды «Baon», объяснив это поступком одного из учредителей бренда — Ивана Охлобыстина, который на пресс-конференции вышел на сцену в футболке с символикой самопровозглашённой «ДНР» и с автоматом.
21 февраля 2019 года в интервью Роману Скрыпину в эфире телеканала ATR девушки несколько раз ушли от прямого ответа на вопрос журналиста «Чей Крым?», а на вопрос Скрыпина «У нас сейчас война с Россией?» Мария ответила следующим образом: «У нас это называется АТО. Мы являемся не членами секретариата президента, а музыкантами».
После данного интервью общественное движение «Відсіч» предложило организаторам национального отбора отстранить от участия дуэт «Анна-Мария» за уклончивый ответ на вопрос «Чей Крым?» и работу их родителей на оккупационную российскую власть в Крыму. Данную позицию поддержал вице-премьер-министр Украины Вячеслав Кириленко.
В финале конкурса 23 февраля 2019 года одна из участниц дуэта заявила: «На самом деле мы свой выбор сделали давно, родители сделали свой и мы на него повлиять не можем. Но это все равно наши родители, которых мы любим и которым мы уважаем. И действительно, если бы у нас встал вопрос выбрать конкурс или родителей, как и любой нормальный человек мы выбрали бы родителей. Я думаю, что люди нас поймут в этом. Мы украинские певицы, мы родились в Крыму, мы поем и работаем в Украине, мы никаких законов Украины не нарушали, мы не сделали ничего плохого, мы придерживались правил Национального отбора и более того, за это время мы не давали концертов в России».

## Семья
Мария Опанасюк замужем за Вадимом, звукорежиссёром и концертным менеджером дуэта; брак зарегистрирован 1 июня 2016 года. В семье двое детей: Лев и Екатерина.
Супруг Анны Опанасюк является военнослужащим Вооружённых сил Украины. По информации из СМИ, в связи с полученными травмами он проходил лечение в психиатрической клинике.
Мать — Лариса Николаевна Опанасюк (1962—2023), занимала должность заместителя председателя Совета министров администрации Крыма, созданной после его аннексии Российской Федерацией.
Отец — Александр Дмитриевич Опанасюк, бывший судья. После 2014 года продолжил работу в судебной системе Крыма под юрисдикцией Российской Федерации, с 2016 года находится на пенсии.

## Дискография

### Студийные альбомы
- Разные (2015)

### Песни
- My Road
- Ми сховаємось
- Тримай мене
- Кто мы
- Позвони
- Вечером в пятницу
- Це любов
- Целовать другого
- Твоє місто
- Spark Of Love
- Не финал
- 5 Stars Hotel
- Падали-летели
- Шкільна любов (дуэт с Кузьма Скрябин)
- Beautiful
- Чому
- Знаєш Ти
- Долонями
- Мурашки
- Все Буде Добре
- Саме Ті
- Light Up (with USYK)
- Молюсь
- Люди у таксі (2022)
- Самурай (2023)
- Fighting (Боротися) (2023)
- Бути щасливими (2024)

## Музыкальные видео
| Год  | Название песни       | Режиссёр            | Альбом | Язык                    | Ссылка на видео     |
| ---- | -------------------- | ------------------- | ------ | ----------------------- | ------------------- |
| 2009 | Не финал             | Максим Гуцу         | н.д.   | русский                 | Не финал            |
| 2010 | Вечером в пятницу    | Юрий Бардаш         | Разные | русский                 | Вечером в пятницу   |
| 2013 | Целовать другого     | Артем Титеев        | н.д.   | русский                 | Целовать другого    |
| 2014 | Твоє місто           | Артем Титеев        | Разные | украинский              | Твоє місто          |
| 2015 | Тримай мене          | Владимир Шпак       | Разные | украинский              | Тримай Мене         |
| 2016 | Ми сховаємось        | Андрей Бояр         | Разные | украинский              | Ми сховаємось       |
| 2016 | Нехай буде сніг!     | Kuku                | н.д.   | украинский              | Нехай Буде Сніг!    |
| 2018 | Долонями             | Виктор Скуратовский | н.д.   | украинский              | Долонями            |
| 2018 | Чому                 | Юрий Движон         | н.д.   | украинский              | Чому                |
| 2019 | My Road              | Юрий Движон         | н.д.   | английский              | My Road             |
| 2020 | Все Буде Добре       | ANNA MARIA          |        | украинский              | Все Буде Добре      |
| 2021 | Саме Ті              | ANNA MARIA          |        | украинский              | Саме Ті             |
| 2021 | Light Up (with USYK) | Maxim Balter        |        | английский              | Light Up            |
| 2022 | Молюсь               |                     |        | украинский              | Молюсь              |
| 2023 | Fighting (Боротися)  | Дмитрий Мухин       |        | английский / украинский | Fighting (Боротися) |
| 2023 | Вір, моя дівчинко    | Дмитрий Мухин       |        | украинский              | Вір, моя дівчинко   |
| 2024 | Бути щасливими       | Lola Nikotina       |        | украинский              | Бути щасливими      |